# Україна на пісенному конкурсі Євробачення 2013
Україна брала участь в Євробаченні 2013 в Мальме, Швеція. Традиційно український відбір був проведений Національною телекомпанією України (НТКУ) . Згідно фіналу національного відбору, країну представляла Злата Огневич з піснею «Gravity», яка на Євробаченні пройшла в фінал і посіла третє місце, набравши 214 балів.

## Національний відбір
Заявки приймалися з 1 жовтня до 21 грудня 2012 року. До участі у відборі допускалися виконавці, які мали всі майнові права на пісню (слова і музику) і відповідали умовам конкурсу «Євробачення 2013». У цьому відборі було введено нове правило, згідно з яким учасники відбору не повинні брати участь в національних відбіркових конкурсах інших мовників-учасників ЄВС. 21 грудня відбулося прослуховування тих, хто подав заявки, журі відібрало 20 фіналістів. Колегія журі обрала 20 фіналістів з 52 претендентів.

### Фінал
Фінал національного відбору відбувся 23 грудня 2012 року в Києві. Ведучими були Тимур Мірошниченко з Тетяною Тєрєховою та Тетяною Гончаровою. 
Система голосування: 50%/50% (бали журі/бали телеглядачів (SMS)). В інтервал-акті змагань виступали зірки Фабрики зірок та Олег Винник. 
Кожен член журі оцінили кожну пісню від 1 до 10 балів. Після того, як журі та громадські голоси були об'єднані, Огнєвич стала переможцем з піснею «Gravity». 
Журі складалося з таких представників:  Єгор Бенкендорф, Валід Арфуш, Олена Мозгова, Юрій Рибчинський і Ольга Навроцька
| Номер | Виконавець                      | Пісня                          | Бали | Місце |
| ----- | ------------------------------- | ------------------------------ | ---- | ----- |
| 1     | Оксана Пекун и Максим Новицький | «Зелений дубочок»              | 0    | 20    |
| 2     | Марія Яремчук                   | «Imagine»                      | 30   | 5     |
| 3     | Марієтта                        | «Wonder»                       | 14   | 15    |
| 4     | Дмитро Яремчук                  | «Мама»                         | 28   | 7     |
| 5     | Інеш                            | «Делаю шаг»                    | 18   | 13    |
| 6     | Злата Огнєвич                   | «Gravity»                      | 40   | 1     |
| 7     | Дует «Emotion»                  | «Saviour»                      | 25   | 10    |
| 8     | Ансамбль «Гвоздівчанка»         | «Налетіли гусенята»            | 22   | 12    |
| 9     | RealIvanna                      | «You Gave Me Everything»       | 27   | 8     |
| 10    | Тетяна Ширко                    | «Feeling Like A Sir»           | 32   | 4     |
| 11    | Гурт «Трініті»                  | «Белым по белому»              | 14   | 15    |
| 12    | Ана Стесія                      | «Dare to Change»               | 16   | 14    |
| 13    | Аліна Гросу                     | «Let Go»                       | 29   | 6     |
| 14    | Даша Медова                     | «Don’t Want To Be Alone»       | 37   | 2     |
| 15    | Олена Корнеєва                  | «You’ll Be The Winner Forever» | 25   | 10    |
| 16    | Ангелия                         | «Love Is Life»                 | 12   | 18    |
| 17    | Едуард Романюта                 | «Get Real With My Heart»       | 33   | 3     |
| 18    | Матвій Вермієнко                | «Открывай меня»                | 10   | 19    |
| 19    | Гурт «ДіО.фільми»               | «Медляк»                       | 27   | 8     |
| 20    | Діма Скалозубов                 | «Давно»                        | 14   | 15    |

## На Євробаченні

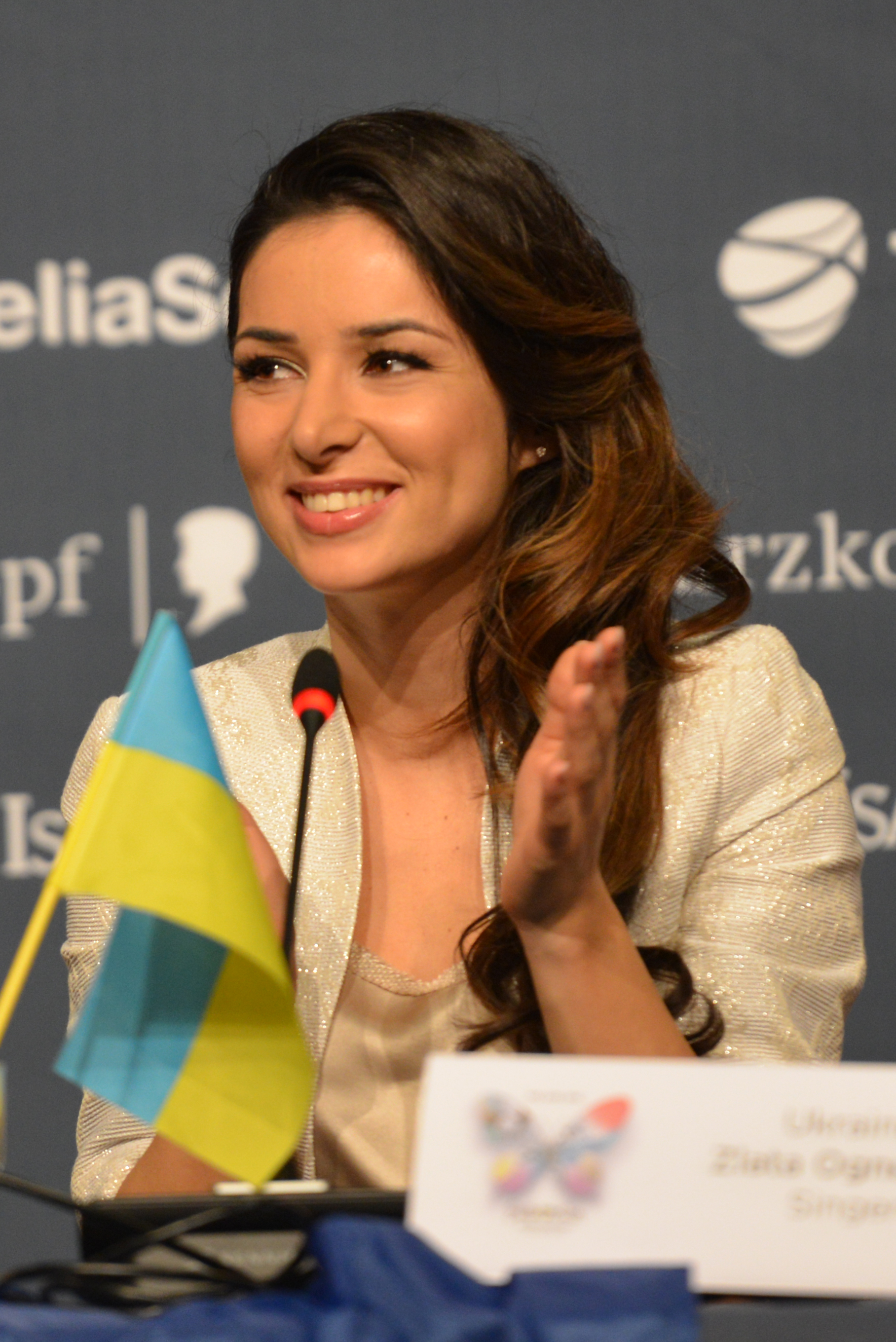
Злата Огнєвич на прес-конференції Євробачення 2013

Україна виступала у першому півфіналі 14 травня.  У першому півфіналі продюсери шоу вирішили, що Україна буде виступати  під номером 7, після Росії і перед Нідерландами.   На сцені до Огнєвич приєднався Ігор Вовковинський, найвища жива людина в Сполучених Штатах, який грав роль гіганта у виступі.   Крім того, чотири бек-вокалістки були на сцені: Енн Бейлі, Холлі Петрі, Клівленд Увоткіс і Даша Мінєєва. 
Україна  у першому півфіналі здобула 3-є  місце, набравши 140 балів.  В фіналі продюсери шоу вирішили, що Україна буде виконувати пісню під 22 номером. 
Тож, Україна зайняла 3-є місце в фіналі, набравши 214 балів.

## Оцінки
| 12 балів                                                             | 10 балів | 8 балів                        | 7 балів                                | 6 балів   |
| -------------------------------------------------------------------- | -------- | ------------------------------ | -------------------------------------- | --------- |
| - Білорусь - Кіпр - Італія - Литва - Молдова - Чорногорія - Словенія |          | - Бельгія - Данія - Нідерланди | - Хорватія - Росія                     | - Естонія |
| 5 балів                                                              | 4 бали   | 3 бали                         | 2 бали                                 | 1 бал     |
| - Сербія                                                             |          |                                | - Австрія - Ірландія - Велика Британія | - Швеція  |

| 12 балів                                                 | 10 балів                                                                  | 8 балів                                | 7 балів             | 6 балів                      |
| -------------------------------------------------------- | ------------------------------------------------------------------------- | -------------------------------------- | ------------------- | ---------------------------- |
| - Вірменія - Азербайджан - Білорусь - Хорватія - Молдова | - Болгарія - Кіпр - Естонія - Ізраїль - Литва - Мальта - Сербія - Іспанія | - Бельгія - Грузія - Греція - Ірландія | - Угорщина - Латвія |                              |
| 5 балів                                                  | 4 бали                                                                    | 3 бали                                 | 2 бали              | 1 бал                        |
| - Італія - Нідерланди - Велика Британія                  | - Румунія                                                                 | - Данія - Ісландія                     |                     | - Австрія - Норвегія - Росія |

### Бали отримані від України
| 12 балів | Білорусь   |
| 10 балів | Молдова    |
| 8 балів  | Чорногорія |
| 7 балів  | Росія      |
| 6 балів  | Хорватія   |
| 5 балів  | Литва      |
| 4 бали   | Данія      |
| 3 бали   | Ірландія   |
| 2 бали   | Сербія     |
| 1 бал    | Естонія    |

| 12 балів | Білорусь    |
| 10 балів | Азербайджан |
| 8 балів  | Молдова     |
| 7 балів  | Грузія      |
| 6 балів  | Вірменія    |
| 5 балів  | Данія       |
| 4 балів  | Росія       |
| 3 бали   | Норвегія    |
| 2 бали   | Мальта      |
| 1 бал    | Литва       |